# Abschlussprüferaufsichtskommission
Die Abschlussprüferaufsichtskommission (APAK), international auch Auditor Oversight Commission (AOC), war ein im Januar 2005 eingerichtetes Gremium mit Sitz in Berlin, das aus zehn vom Bundesministerium für Wirtschaft und Technologie berufenen Experten der Bereiche Rechnungslegung, Finanzwesen, Wirtschaft, Wissenschaft und Rechtsprechung bestand. Aufgabe der APAK war es, eine öffentliche fachbezogene Aufsicht über die Wirtschaftsprüferkammer (WPK) zu führen. Die APAK wurde im Rahmen der Umsetzung des Abschlussprüferaufsichtsreformgesetzes (APAReG) zum 17. Juni 2016 aufgelöst. Die Aufgaben der APAK übernimmt die berufsstandsunabhängige und selbständige Abschlussprüferaufsichtsstelle (APAS), die beim Bundesamt für Wirtschaft und Ausfuhrkontrolle (BAFA) eingerichtet wurde.

## Hintergründe der Einrichtung
Rechtsgrundlage für die Einrichtung der APAK war das Abschlussprüferaufsichtsgesetz (APAG) aus dem Jahr 2004. Die mit dem APAG eingeführten Neuerungen waren Bestandteil der Umsetzung des Maßnahmenkatalogs der damaligen deutschen Bundesregierung unter Gerhard Schröder zur Stärkung der Unternehmensintegrität und des Anlegerschutzes aus dem Jahr 2003. Im Nachgang zu einigen um die Jahrtausendwende aufgetretenen sog. Bilanzskandalen sollte u. a. die Aufsicht über den Berufsstand der Wirtschaftsprüfer neu geordnet werden. Neben dem Ziel, verloren gegangenes Vertrauen in die Arbeit der Wirtschaftsprüfer wieder zu gewinnen, sollte mit der Gesetzesnovelle auch die internationale Anerkennung des deutschen Aufsichtssystems gefördert werden. Der Gesetzgeber war der Meinung, diese Ziele am besten erreichen zu können, indem er dem Berufsstand die Letztverantwortung in verschiedenen Bereichen entzieht und diese einem ausschließlich aus berufsfremden Personen besetzten Gremium überträgt.

## Aufgabenbereich
Laut § 66a Abs. 1 Satz 1 der Wirtschaftsprüferordnung (WPO) hatte die APAK die Aufgabe, eine öffentliche fachbezogene Aufsicht über die WPK zu führen und insoweit über alle Abschlussprüfer in Deutschland. Das Aufsichtsmandat der APAK bezog sich also auf diejenigen Aufgaben der WPK, welche diese gegenüber Abschlussprüfern wahrnimmt. Abschlussprüfer sind Wirtschaftsprüfer und vereidigte Buchprüfer, die gesetzlich vorgeschriebene Abschlussprüfungen durchführen.
Die APAK beaufsichtigte im Einzelnen die folgenden Tätigkeitsfelder der WPK:
- Berufsexamen und Eignungsprüfung: Die WPK führt das Wirtschaftsprüfungsexamen durch und entscheidet über die Zulassung von Personen als Wirtschaftsprüfer, die eine vergleichbare Qualifikation in einem anderen Mitgliedstaat der Europäischen Union (EU) oder des Europäischen Wirtschaftsraums (EWR) erworben haben (Eignungsprüfung).
- Bestellung, Widerruf, Anerkennung und Registrierung: Die WPK bestellt Bewerber nach erfolgreichem Ablegen des Wirtschaftsprüfungsexamens zum Wirtschaftsprüfer, widerruft diese Registrierung bei Vorliegen bestimmter Sachverhalte, erkennt Wirtschaftsprüfungsgesellschaften an und trägt diese in das Berufsregister ein (Registrierung).
- Bei Abschlussprüfern der Unternehmen von öffentlichem Interesse führt sie dazu regelmäßig anlassunabhängige Sonderuntersuchungen (Inspektionen) durch.
- Berufsaufsicht: Die WPK wacht über die Einhaltung der Berufspflichten durch ihre Mitglieder.
- Externe Qualitätskontrolle: Die WPK betreibt ein System zur externen Überwachung der Angemessenheit und Wirksamkeit von internen Qualitätssicherungssystemen bei Wirtschaftsprüferpraxen.
- Erlass von Berufsausübungsregelungen: Die WPK erlässt für ihre Mitglieder bindende Regeln zur Berufsausübung, z. B. die Berufssatzung für Wirtschaftsprüfer/vereidigte Buchprüfer oder die Satzung für Qualitätskontrolle.

Die Aufsicht der APAK wurde als öffentlich bezeichnet, weil ihre Mitglieder ausschließlich berufsfremde Personen, also keine Wirtschaftsprüfer oder vereidigten Buchprüfer, sind. Fachbezogen war ihre Tätigkeit, weil sie nicht nur über die Einhaltung von Rechtsvorschriften durch die WPK wachte (dies wäre dann eine Rechtsaufsicht, die in diesem Fall dem Bundesministerium für Wirtschaft und Technologie obliegt), sondern in den oben genannten Aufsichtsbereichen auch über konkrete Einzelfälle entscheiden konnte.

## Mitglieder
Die Zusammensetzung der APAK wurde in § 66a Abs. 2 WPO geregelt. Demnach mussten ihr mindestens sechs, höchstens jedoch zehn ehrenamtliche Mitglieder angehören. Diese mussten einerseits berufsfremd, sollten andererseits jedoch ausgewiesene Experten aus den Bereichen Rechnungslegung, Finanzwesen, Wirtschaft, Wissenschaft oder Rechtsprechung sein. Durch diese Regelung sollte die erforderliche Fachkompetenz der Kommission sichergestellt werden. Die Kommissionsmitglieder wurden vom Bundeswirtschaftsminister für eine Amtszeit von vier Jahren ernannt und waren unabhängig und an keine Weisungen Dritter gebunden.
Der APAK gehörten folgende Personen an (Stand: Mai 2015):
- Wolfgang Spindler, Präsident des Bundesfinanzhofs a. D. (Vorsitzender)
- Kai-Uwe Marten, Direktor des Instituts für Rechnungswesen und Wirtschaftsprüfung an der Universität Ulm (stellvertretender Vorsitzender)
- Claudia de Andrés-Gayón, Leiterin „Personalsteuerung, Konzernarbeitsmarkt (HC)“ der Deutsche Bahn AG
- Renate Krümmer, Unternehmerin
- Bernd Jonas, ehemaliger Generalbevollmächtigter und Leiter Corporate Center Taxes & Customs der ThyssenKrupp AG
- Ulla Kopp, Geschäftsführerin Hamburg Messe und Congress GmbH
- Christine Windbichler, Professorin für Handels- und Wirtschaftsrecht, Arbeitsrecht und Rechtsvergleichung an der Humboldt-Universität zu Berlin
- Claus Lambrecht, Präsident des Finanzgerichts Berlin-Brandenburg a. D.
- Edgar Meister, Mitglied des Vorstandes der Deutschen Bundesbank i. R.
- Herbert Meyer, Präsident a. D., Deutsche Prüfstelle für Rechnungslegung DPR e.V.

Vorsitzende der APAK von ihrer Einrichtung im März 2005 bis zu ihrer Auflösung im Juni 2016 waren:
- Volker Röhricht, Vorsitzender Richter am Bundesgerichtshof a. D. (1. März 2005 bis 30. Juni 2011)[4]
- Wolfgang Spindler, Präsident des Bundesfinanzhofs a. D. (1. Juli 2011 bis 31. Dezember 2015)[5]
- Kai-Uwe Marten, Direktor des Instituts für Rechnungswesen und Wirtschaftsprüfung an der Universität Ulm (1. Januar 2016 bis 17. Juni 2016)[6]

## Kompetenzen
Um ihrer Überwachungsaufgabe nachkommen zu können, wurden der APAK durch den Gesetzgeber in § 66a Abs. 3–5 WPO eine Reihe von Kompetenzen zugesprochen. Die Mitglieder der APAK hatten Informations- und Einsichtsrechte gegenüber der WPK. Sie durften an deren Sitzungen teilnehmen sowie Auskünfte und Unterlageneinsicht verlangen. Darüber hinaus musste die WPK über aufsichtsrelevante Vorgänge von sich aus an die APAK berichten. Aufsichtsrelevant war ein Vorgang dann, wenn er in den Aufsichtsbereich der APAK fiel und nach abschließender Bearbeitung durch die WPK eine Verfügung mit unmittelbarer Rechtswirkung nach außen erfolgen sollte.
War die APAK mit der Handhabung eines Sachverhalts durch die WPK nicht einverstanden, konnte sie eine Zweitprüfung anordnen. Die WPK hatte dann die Möglichkeit, ihre ursprüngliche Vorentscheidung zu überdenken und die Einwände der APAK zu berücksichtigen. Sollte die WPK bei ihrer abweichenden Auffassung bleiben und der APAK diese auch nicht überzeugend vermitteln können, kann die APAK eine sog. Letztentscheidung treffen. Sie ordnete dann an, dass die WPK ihre Entscheidung korrigieren und in eigenem Namen umsetzen muss. Sollte die WPK Zweifel an der Rechtmäßigkeit der Entscheidung der APAK haben, konnte sie sich mit der Bitte um Überprüfung an das Bundeswirtschaftsministerium wenden.

## Finanzierung
Die durch die Tätigkeit der APAK anfallenden Kosten wurden aus dem Haushalt der WPK gedeckt, der im Wesentlichen aus den Pflichtbeiträgen der Berufsangehörigen gespeist wurde. Mit diesem indirekten Finanzierungsmodell wollte der Gesetzgeber eine Einflussnahme des Berufsstands und damit eine Gefährdung der Glaubwürdigkeit der APAK verhindern.
Für das Jahr 2015 sah der Wirtschaftsplan der APAK Gesamtaufwendungen in Höhe von 1.860.000 € vor. Davon entfielen u. a. 130.000 € auf die jährlichen pauschalen Aufwandsentschädigungen der APAK-Mitglieder und 565.000 € auf Aufwendungsersatz für die Teilnahme an den unterschiedlichsten Sitzungen durch die APAK-Mitglieder.